# Блуменфельд, Сигизмунд Михайлович
Сигизмунд Михайлович Блуменфельд (13 мая 1852, Одесса — 12 февраля 1920, Петроград) — российский композитор, певец, пианист и музыкальный педагог. Брат Феликса Блуменфельда.
По совету П. И. Чайковского поступил в Московскую консерваторию, учился у Дж. Гальвани (вокал) и Э. Лангера (фортепиано). Затем жил и работал в Санкт-Петербурге, где сблизился с Н. А. Римским-Корсаковым и А. К. Глазуновым, получил известность в качестве аккомпаниатора. Высоко ценил обоих Блуменфельдов В. В. Стасов, писавший, что «Сигизмунд <…> поёт почти так, как Феликс играет». В 1906 году в Санкт-Петербурге было отпраздновано 35-летие его музыкальной деятельности, почитатели во главе со Стасовым поднесли ему составленный последним поздравительный адрес. В 1918—1920 годах был хранителем музея им. М. И. Глинки в Петроградской консерватории.

## Творчество и сочинения
Его первые романсы были изданы в 1871 году. Всего написал свыше 60 романсов.
Помимо романсов издал небольшие фортепианные пьесы и две пьесы для виолончели. Ему же принадлежат и некоторые переложения. Опубликовал статью «Новая (естественная) система Густава Нейгауза» («РМГ», 1910, № 3).